# Larrún

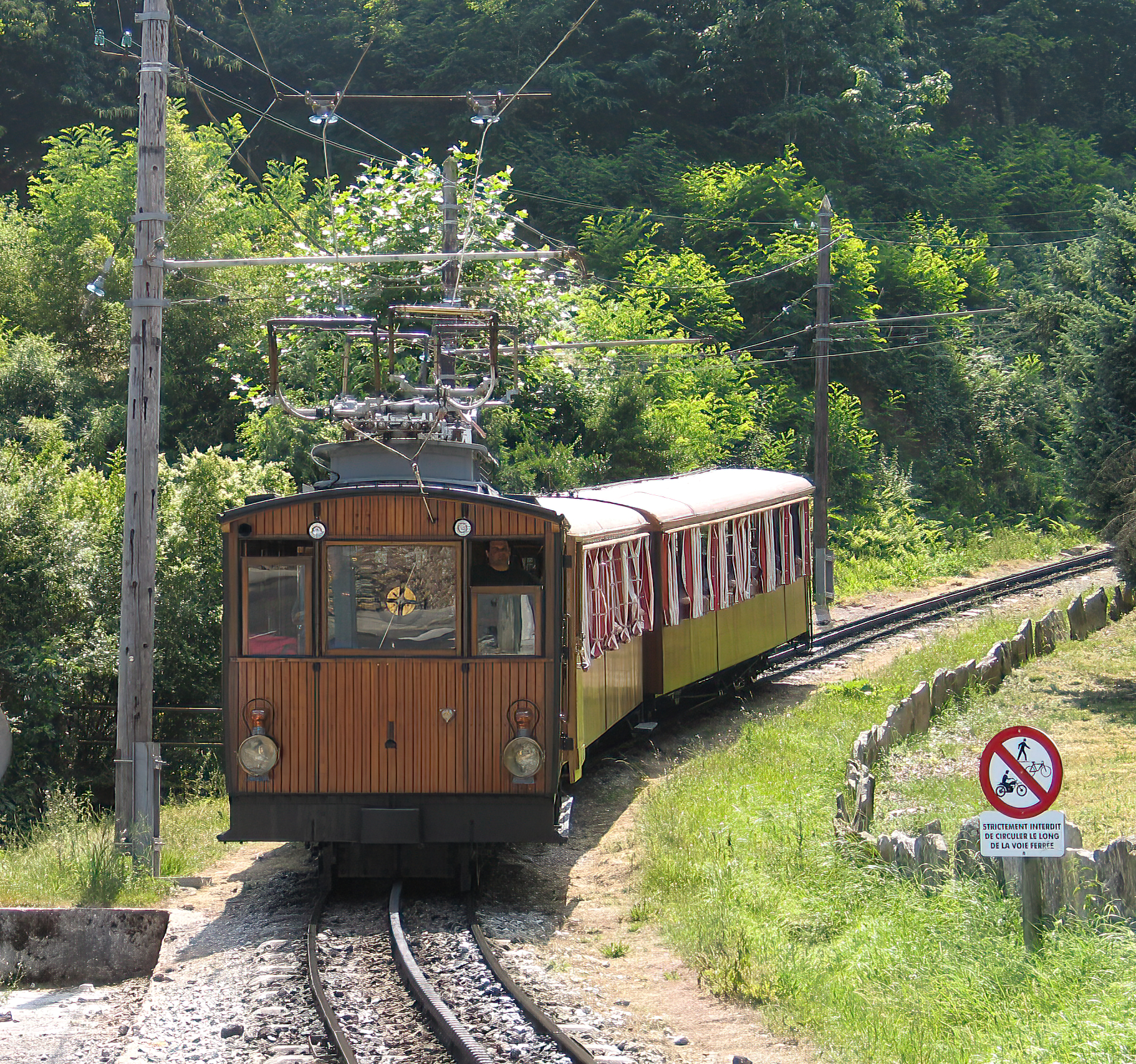
Le petit train de la Rhune

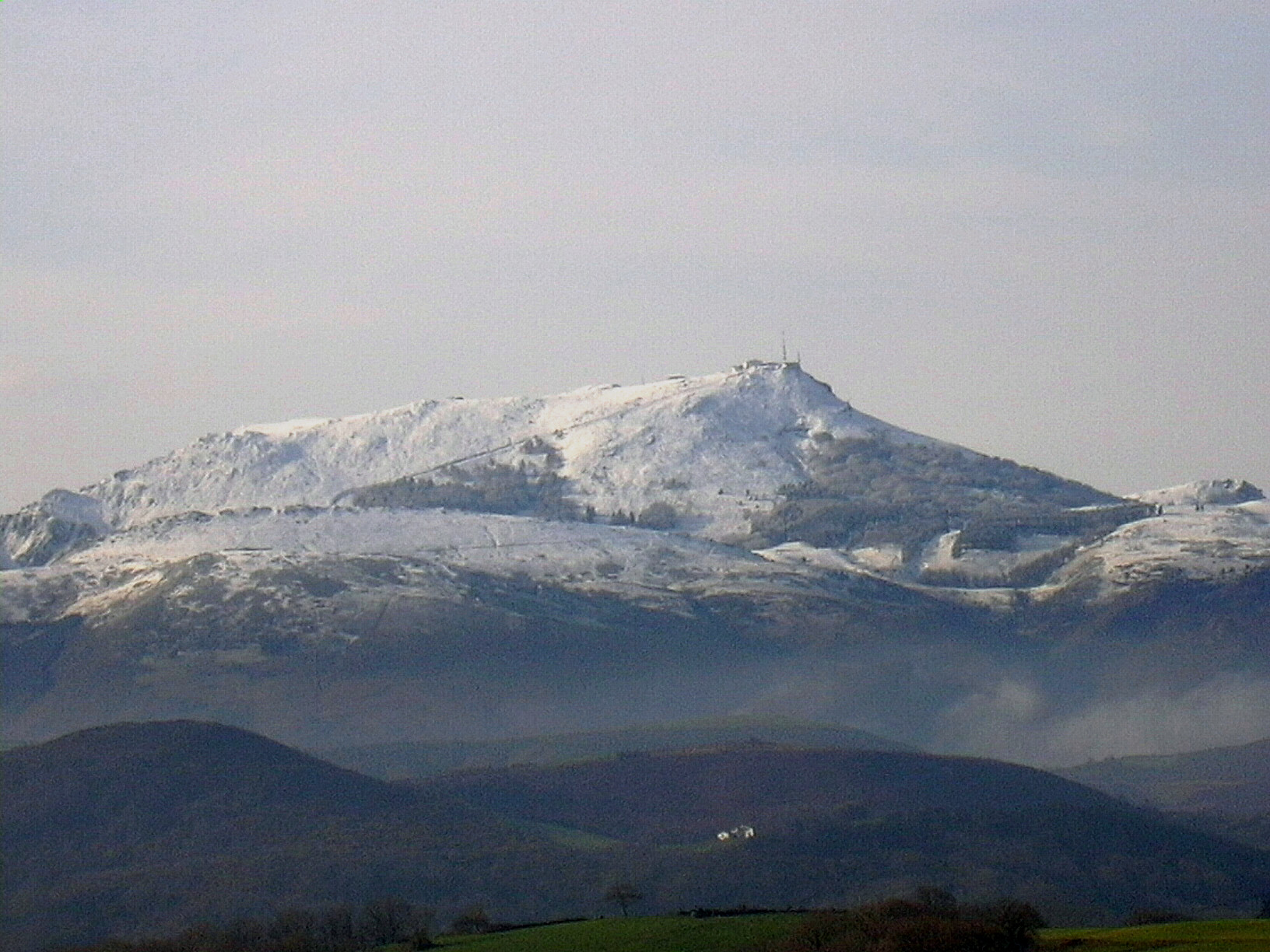
Larrún bajo la nieve

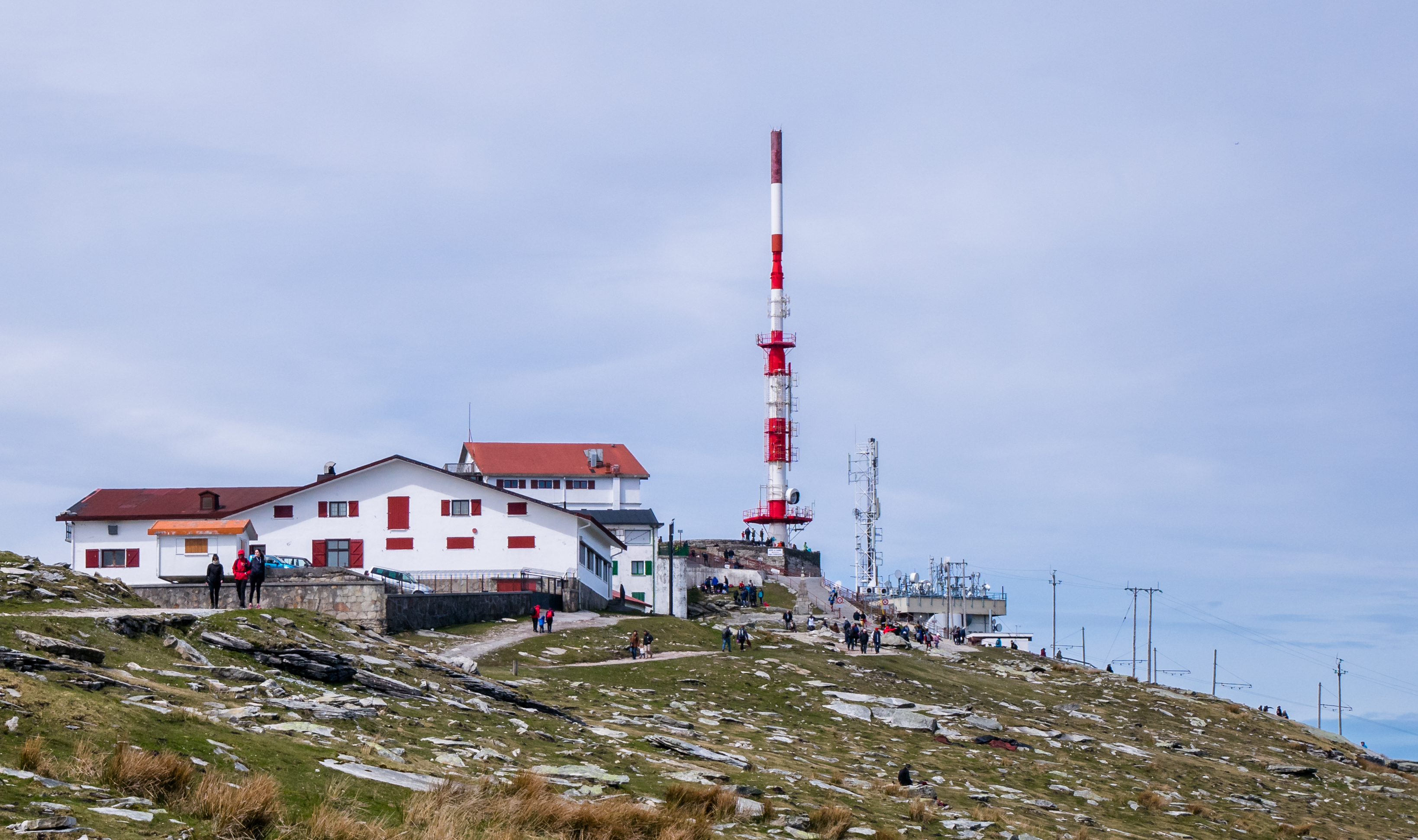
Vista más abajo de la cumbre que muestra sus instalaciones: brasserie, tiendas de recuerdos, antena de transmisión

El pico Larrún (en euskera, Larhun o Larrun, y que significa 'buenos pastos' en ese idioma; probablemente una etimología popular; en francés, hasta el siglo XX Larhune, en la actualidad La Rhune) es una cumbre europea situada en los Pirineos occidentales, en la frontera entre España y Francia, donde se unen los territorios históricos de Labort y Navarra (comarca de Cinco Villas). Su altitud es de 905 m.
Larrún es un destino turístico notable en Francia, sobre todo desde 1924, gracias al Petit train de La Rhune (pequeño tren de Larrún), un ferrocarril de cremallera que sale del paso de montaña de Saint Ignace.
El panorama ofrece una vista despejada sobre los territorios circundantes de Baja Navarra, Navarra y Guipúzcoa, la Costa Vasca a orillas del mar Cantábrico desde San Sebastián hasta la desembocadura del río Adur, llegando hasta las Landas y el océano Atlántico.

## Vulcanismo
Aunque se le ha considerado en algún momento, erróneamente, como un estratovolcán extinto, lo cierto es que es un relieve debido a la gran resistencia de los conglomerados y areniscas del Pérmico, al igual que el Mendaur (aún algo más alto, situado más al sur). El error puede proceder del hecho de que al suroeste del pico aparecen unos afloramientos de basalto interestratificados en la arenisca.

## Historia
Los crómlechs, túmulos y otros dólmenes testifican la presencia del hombre sobre estas pendientes desde la prehistoria. Desde entonces, están frecuentadas por los pottoka y los rebaños de ovejas de cabeza negra o rojiza.
A principios del siglo XVII, Pierre de Lancre, de siniestra memoria en la provincia vasca de Labort, estaba convencido de que en la cima del monte se realizaban aquelarres.
La emperatriz Eugenia, que pasaba una temporada en Biarriz, inició la moda de las excursiones a esta montaña.

## Leyendas
El Larrún, el monte más alto del Labort, ha sido el escenario de numerosas leyendas. Una de ellas narra que en sus entrañas vivía una serpiente de siete cabezas, llamada lehensugea. Un día, escupió los metales nobles que se encontraban en el interior de la montaña. El oro y la plata descendieron por las laderas del Larrún, formando ríos ardientes que arrasaron los bosques de la zona. Esa sería la explicación de la ausencia de bosques del Labort.